# Gundam: Requiem for Vengeance
Gundam: Requiem for Vengeance (機動戦士ガンダム 復讐のレクイエム?, Kidō Senshi Gandamu Fukushū no Rekuiemu) è un original net anime di sei episodi co-prodotto dalla Bandai Namco Filmworks e Safehouse, e distribuito da Netflix nel 2024. Appartiene alla saga di Gundam. è la seconda produzione ad essere realizzata interamente in animazione al computer da Mobile Suit Gundam MS IGLOO e la prima serie animata utilizzando l'Unreal Engine 5 di Epic Games. È scritto e co-prodotto da Gavin Hignight e diretto da Erasmus Brosdau, con disegni meccanici di Kimitoshi Yamane e i disegni dei personaggi di Manuel Augusto Dischinger Moura, e prodotto dall'animazione e diretto dal suono da Hiroaki Yura. È stato presentato in anteprima su Netflix il 17 ottobre 2024.

## Trama
Ambientata durante le ultime fasi della guerra di un anno, la serie segue Iria Solari, una pilota del Principato di Zeon della divisione "Red Wolf", incaricata di difendere il fronte europeo dai tentativi della Federazione Terrestre di riconquistare l'area.

## Personaggi
Iria Solari
Doppiata da: Nanako Mori (ed. giapponese); Gea Riva (ed. italiana)
Conosciuta come "Red Wolf Alpha" e "Wolf Mother", il leader dello Squadrone Red Wolf. Il capitano Solari è un ex violinista concertista che si è unita all'esercito di Zeon all'inizio della Guerra di un anno. Suo marito Daltun è stato ucciso in un raid aereo diversi mesi prima degli eventi della serie e lei ha un figlio piccolo nello spazio. Il suo unico ricordo di suo marito è un orologio da tasca inciso contenente una foto della sua famiglia, che appende alla console del suo mobile suit prima di ogni sortita. Mostra lo sviluppo delle abilità Newtype, che le conferiscono un'elevata consapevolezza spaziale che rasenta la precognizione. Liquida questo come un semplice istinto affinato dall'esperienza militare. Iria pilota un MS-06F Zaku II F-Type con due esclusive trombe da comandante e una verniciatura completamente rossa. Dopo che il suo Zaku originale è stato distrutto dal Gundam EX, il team di Alfee Zydos costruisce l'MS-06Rb-a Zaku II (Tipo non identificato) con parti di scarto.
Kneeland LeSean
Doppiato da: Shōya Ishige (ed. giapponese); Paolo De Santis (ed. italiana)
Conosciuto come "Red Wolf Charlie", Kneeland è il membro più inesperto dello Squadrone del Lupo Rosso. LeSean è l'unico membro sopravvissuto del Red Wolf Squadron a parte Iria dopo l'attacco iniziale del Gundam EX. Pilota un MS-06F Zaku II F-Type, che viene successivamente sostituito dall'MS-06Rb-b Zaku II (Tipo non identificato), che è costruito con parti di scarto.
Reid "Chubs" Ghelfi
Doppiato da: Shunichi Maki (ed. giapponese); Gabriele Donolato (ed. italiana)
Conosciuto come "Red Wolf Bravo", "Chubs" è il secondo in comando dello Squadrone Red Wolf.
Kale Zavaleta
Doppiato da: Ryūnosuke Watanuki (ed. giapponese); Edoardo Lomazzi (ed. italiana)
Conosciuto come "Red Wolf Delta", Kale è il cecchino dello Squadrone dei Lupi Rossi.
Ander Heaton
Doppiato da: Ryōsuke Hara (ed. giapponese); Jacopo Calatroni (ed. italiana)
Un carrista Magella Attack che si unisce al gruppo del Capitano Solari dopo che il suo battaglione è stato decimato dal Gundam EX.
Ony Kasuga
Doppiato da: Takeo Ōtsuka (ed. giapponese); Alessandro Pili (ed. italiana)
Un medico dell'UMRC neutrale, che fornisce servizi medici sia alla Federazione che alle forze di Zeon. Il dottor Kasuga si unisce al gruppo di Iria mentre tentano di fuggire dal Gundam EX. Pacifista per natura, mette spesso in discussione il senso della guerra e insiste nel fornire aiuto a tutti, indipendentemente dalla loro fedeltà.
Hailey Arhun
Doppiata da: Maki Kawase (ed. giapponese); Elisa Giorgio (ed. italiana)
Un membro di una squadra di fanteria di Zeon che si unisce al Capitano Solari dopo che la sua unità originale è stata spazzata via da un attacco della Federazione. Ha un aspetto distintivo con capelli tinti, piercing facciali multipli e tatuaggi a tema Zeon.
Alfee "Gearhead" Zydos
Doppiato da: Hiroshi Naka (ed. giapponese); Francesco De Angelis (ed. italiana)
Un meccanico di mobile suit e vecchio amico della famiglia di Iria che aiuta a costruire Zakus per Iria e Kneeland con parti di scarto scartate.
"Pilota di Gundam"
Doppiato da: Kazuki Ura (giapponese);
Un ragazzo senza nome con abilità Newtype che presta servizio nell'esercito della Federazione Terrestre come pilota dell'RX-78(G)E Gundam EX.

## Distribuzione
All'inizio di dicembre 2023, Netflix ha annunciato che distribuirà la serie a livello globale. La serie è stata distribuita su Netflix il 17 ottobre 2024.

## Episodi
| Nº | Titolo italiano Giapponese 「Kanji」 - Rōmaji | Pubblicazione   | Pubblicazione   |
| Nº | Titolo italiano Giapponese 「Kanji」 - Rōmaji | Giapponese      | Italiano        |
| 1  | La foresta stregata 「呪いの森」 | 17 ottobre 2024 | 17 ottobre 2024 |
| 1  | Nell'anno 0079, una forza di Zeon si muove per attaccare una base della Federazione Terrestre in Romania, ma subisce un'imboscata dalle forze della Federazione. L'unità d'élite Red Wolf Zaku guidata dal capitano Iria Solari si schiera e aiuta a cambiare le sorti della battaglia, ma quando arrivano alla base, la trovano completamente abbandonata. Quella notte, Iria apparentemente ha una premonizione del pericolo proprio mentre la Federazione organizza un attacco a sorpresa alla base. Appare quindi un mobile suit Federation Gundam EX che distrugge facilmente le forze di Zeon, inclusi i Lupi Rossi. |                 |                 |
| 2  | A pezzi 「打ち砕かれて」 | 17 ottobre 2024 | 17 ottobre 2024 |
| 2  | Iria riesce a malapena a sfuggire al suo Zaku distrutto e salva uno dei suoi compagni di squadra, Kneeland LeSean. Riesce a riorganizzarsi con altri sopravvissuti di Zeon guidati dal sottotenente Hayley Arhun. Ordina ad Hayley di evacuare i suoi uomini mentre lei e il comandante di LeSean abbandonano i carri armati Zaku. Il sottotenente Ander Heaton si offre volontario per guidare un camion di carburante in posizione che funga da segnale per l'evacuazione. Iria è in grado di far esplodere il camion del carburante per rallentare temporaneamente il Gundam e permettere all'unità di Hayley di fuggire. Tuttavia, il Gundam EX continua a inseguire il convoglio in campagna prima di cadere in un'imboscata da parte di un paio di Gouf. Sebbene il Gundam EX distrugga facilmente i Gouf, decide inspiegabilmente di lasciare fuggire il convoglio. |                 |                 |
| 3  | La discarica 「くず鉄置き場」 | 17 ottobre 2024 | 17 ottobre 2024 |
| 3  | Il convoglio arriva al quartier generale della brigata, ma sono costernati nello scoprire che è già stato distrutto dalla Federazione. Dopo aver recuperato i sopravvissuti, si dirigono verso una vicina discarica che è ancora occupata dalle forze di Zeon e comandata dal maggiore Rolph Ronet e da un vecchio amico di Iria, il capitano Alfee Zydos. Alfee confida ai soldati che il marito di Iria, Daltum, è stato ucciso in un attacco aereo della Federazione mesi fa, lasciando solo suo figlio come la sua famiglia rimasta. Iria riceve quindi un'altra premonizione e vede il Gundam attaccare una base vicina. Iria convince Alfee e i meccanici della discarica a ricostruire due Zaku da parti recuperate. Rolf tenta di fermare la costruzione proprio quando la Federazione attacca la discarica, e permette a Iria e LeSean di mobilitarsi. Dopo essere saliti a bordo del loro Zakus, vedono avvicinarsi il Gundam EX e un mobile suit GM. |                 |                 |
| 4  | Attacco notturno 「夕闇の来訪者」 | 17 ottobre 2024 | 17 ottobre 2024 |
| 4  | I mobile suit di entrambe le parti ingaggiano una feroce battaglia, con tutti i suit che subiscono gravi danni. Alla fine, il GM tenta di ritirarsi e LeSean disobbedisce agli ordini e lo insegue nella foresta. Sia Iria che LeSean riescono a mettere all'angolo il GM paralizzato mentre il Gundam EX tenta di proteggerlo, ma dopo aver visto il pilota GM che tenta di salvarsi, Iria ordina a LeSean di trattenere il fuoco. Il Gundam EX recupera quindi il pilota GM prima di ritirarsi. Rolf è scosso dal fatto che l'attacco sia costato così tante vite, ma Alfee gli ricorda che ha il dovere di proteggere i suoi uomini rimasti. Hayley è sconvolta nell'apprendere che la sua unità è stata spazzata via. Rolf tenta quindi di arrestare Iria e LeSean prima di essere interrotto dall'arrivo del maggiore generale Kellerne. Kellerne informa Iria, spiegando che la guerra si sta rivoltando contro Zeon a causa della produzione di massa di GM, e ordina a Iria di rubarne uno in modo che possa essere studiato per i punti deboli. |                 |                 |
| 5  | Il fiume 「川」 | 17 ottobre 2024 | 17 ottobre 2024 |
| 5  | Iria, Alfee, Hayley e Ander si travestono da soldati della Federazione e rubano un trasporto della Federazione, ma sono costretti ad abbandonarlo e viaggiare a piedi dopo essere caduti in un'imboscata da un paio di Midnight Goufs. Sulla strada per la base della Federazione, Alfee riflette sul fatto che Iria potrebbe essere un Newtype, un essere umano evoluto a causa delle sue premonizioni. Riescono a infiltrarsi nella base e Iria si imbatte in un ragazzo geniale per il quale ha una strana sensazione. Nonostante la loro copertura sia saltata, Iria e Alfee sono in grado di dirottare un GM, ma il Gundam EX appare e disabilita il GM di Alfee. Iria si rende conto che il Gundam EX è pilotato dal ragazzo che ha incontrato in precedenza. Il Gundam EX disabilita il GM di Iria, e LeSean arriva nel suo Zaku e si sacrifica per dare a Iria e alla sua squadra l'opportunità di fuggire. |                 |                 |
| 6  | Convoglio verso l'oblio 「撤退への道」 | 17 ottobre 2024 | 17 ottobre 2024 |
| 6  | Iria si sveglia e si ritrova in un convoglio di evacuazione diretto allo spazioporto di Odessa per fuggire nello spazio, ma la città è già sotto attacco da parte della Federazione. È scossa dal fatto che la sua intera unità sia morta e che il pilota del Gundam EX sia un ragazzo giovane e spaventato non molto più grande di suo figlio. Con le forze della Federazione già in città, Iria si offre volontaria per pilotare il suo Zaku per aiutare a difendere il convoglio nonostante le sue ferite. Mentre Iria e le forze di Zeon montano una feroce difesa, il Gundam EX arriva finalmente sul campo. Iria riesce a guadagnare abbastanza tempo per l'HLV-8 che trasporta i suoi amici per lanciarsi e raggiungere lo spazio in sicurezza, e chiede al pilota del Gundam EX di cessare le ostilità e permettere a Zeon di ritirarsi poiché hanno perso. Il pilota di Gundam EX mette fuori combattimento Iria nel suo Zaku dall'HLV-9 in caduta dopo aver scoperto che Iria è una madre, solo per essere uccisa da un altro mobile suit Midnight, con orrore di Iria. Dopo la battaglia, Iria nota che i nuovi mobile suit della Federazione hanno cambiato le sorti della guerra contro Zeon, e si è unita a una forza rimanente di Zeon in Africa e continua a combattere nella speranza di porre fine a tutte le guerre che costringerebbero i bambini a combattere. |                 |                 |

## Produzione
Durante l'Anime Expo nel luglio 2023, Bandai Namco Filmworks ha rivelato che stanno producendo una nuova serie anime originale diretta da Erasmus Brosdau e scritta da Gavin Hignight anche se non è stato annunciato alcun distributore. Manuel Augusto Dischinger Moura disegnò i personaggi e Wilbert Roget II compose la musica della serie. La serie è guidata dall'attrice australiana Celia Massingham nel ruolo della protagonista Iria Solari; Ha anche eseguito il motion capture per l'animazione.